# Fons Elders

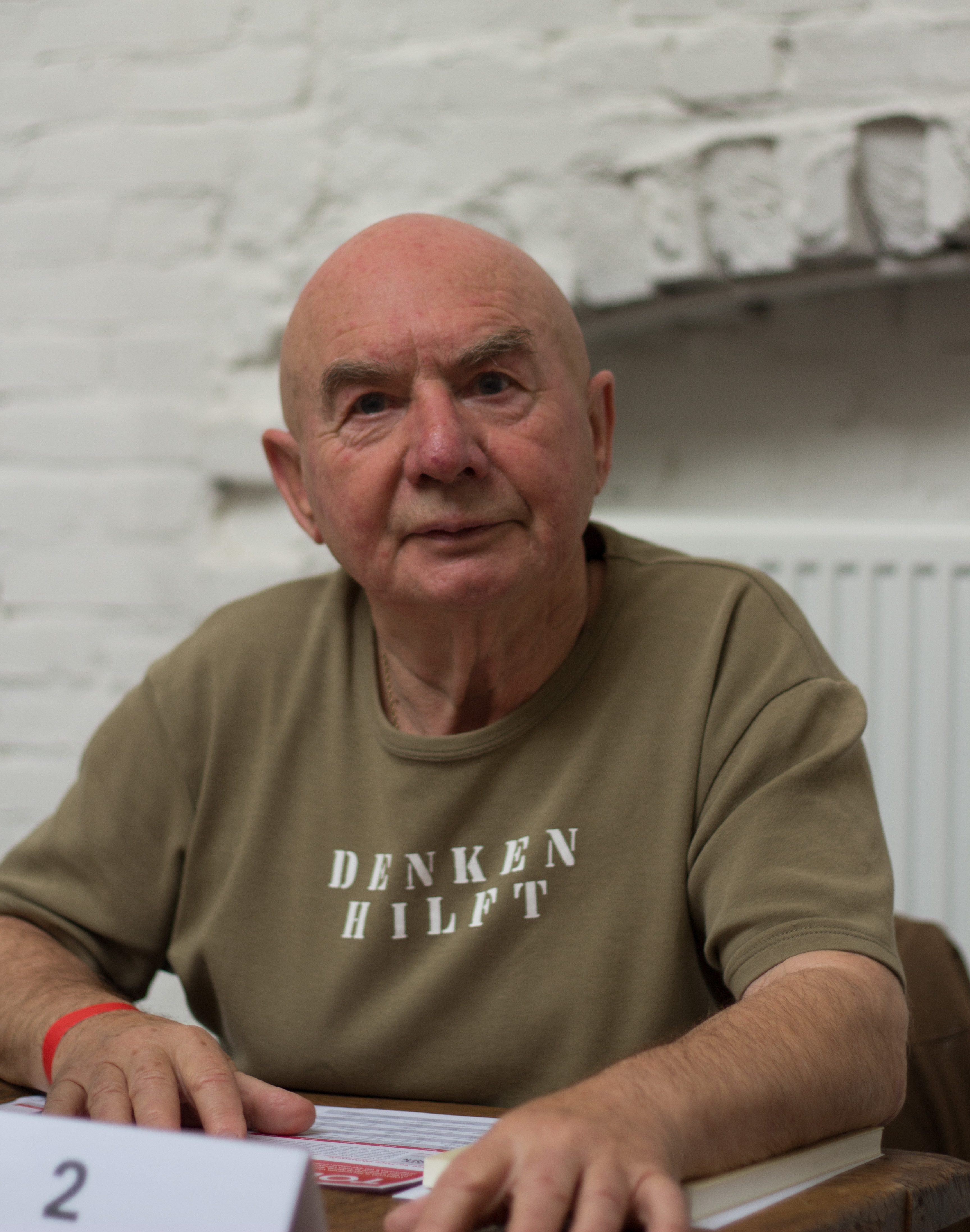
Fons Elders bij Brainwash Festival 2015

Fons Elders (1936) is een Nederlands (emeritus) hoogleraar theorie van de levensbeschouwing, in het bijzonder systematische humanistiek, aan de Universiteit voor Humanistiek te Utrecht.

## Levensloop
Fons Elders studeerde filosofie, moderne geschiedenis en wijsgerige sociologie. In 1968 verscheen zijn boek Filosofie als science-fiction, waarin hij debatteerde met filosofen en schrijvers als Reinier Beerling, Bernard Delfgaauw en Willem Frederik Hermans. Op de Nederlandse televisie (NOS) interviewde hij filosofen als Arne Næss, Karl Popper, Noam Chomsky en Michel Foucault. In 1989 werd hij benoemd tot hoogleraar aan de Universiteit van Humanistiek in Utrecht. In 2001 ging hij met emeritaat.
Elders was als filosoof geïnteresseerd in het zichtbaar en tastbaar maken van zijn ideeën. In samenwerking met architecten en kunstenaars realiseerde hij diverse landschapsprojecten.
Fons Elders is de vader van de actrice Tara Elders en filosoof David Elders.

## Het vierwindenhuis
Een van de projecten van Fons Elders is het Vierwindenhuis in Amsterdam, dat hij realiseerde in samenwerking met de Italiaanse architect Piero Frassinelli. In dit woningbouwproject worden tegengestelde behoeften als 'privacy' en 'sociaal contact' verenigd in één concept. De bouw ervan startte in mei 1988, een kleine tien jaar na de oprichting van Stichting Bolhuis. Het werd uiteindelijk in april 1990 opgeleverd.